# Алфа и Омега
За филма вижте: Алфа и Омега (филм)
Алфа и Омега (алфа - главна буква Α и малка буква α, омега - главна буква: Ω и малка буква ω) са респективно първaтa и последнaтa буквa в гръцката азбуката и са наименование за Христос или на Бог в Книгата Откровение в Библията . Алфа и Омега произлизат от думите на Исус Христос „Аз съм Алфата и Омегата“ в Откровение (стихове 1:8, 21:6 и 22:13), понякога допълвана с „...началото и краят“ – „Аз съм Алфата и Омегата, началото и краят“ (Откр. 21: 6), тъй като Алфа е началната, а Омега е крайната буква в азбуката на гръцки.
Алфа и Омега са използвани като християнски символи и често са комбинирани с кръст, Хризма или други християнски символи.